# گوشه‌گیر نوک‌دراز
گوشه‌گیر نوک‌دراز (نام علمی: Phaethornis longirostris) نام یک گونه از سرده گوشه‌گیرمرغ‌ها است.